# The Patrick Star Show
The Patrick Star Show  (no Brasil: O Show do Patrick Estrela e em Portugal: O Show do Patrick) é uma série de televisão de comédia animada americana desenvolvida por Luke Brookshier, Marc Ceccarelli, Andrew Goodman, Kaz, Mr. Lawrence e Vincent Waller que estreou na Nickelodeon em 9 de julho de 2021. É um spin-off de Bob Esponja Calça Quadrada que se concentra em Patrick Estrela e sua família apresentando um talk show.

## Sinopse
Patrick Star apresenta seu próprio talk show na casa de sua família, com o apoio de sua família.

## Elenco
| Personagem         | Dublador          |
| ------------------ | ----------------- |
| Patrick Estrela    | Bill Fagerbakke   |
| Cecil Estrela      | Tom Wilson        |
| Bunny Estrela      | Cree Summer       |
| Molusquina Estrela | Jill Talley       |
| Vovô Estrela       | Dana Snyder       |
| Ouchie             | Tom Kenny         |
| Tinkle             | Dee Bradley Baker |
| Vó Tentáculos      | Cree Summer       |

Personagens da série original - incluindo Bob Esponja (dublado por Tom Kenny), Lula Molusco Tentáculos (dublado por Rodger Bumpass), Sandy Bochechas (dublado por Carolyn Lawrence), Seu Siriguejo (dublado por Clancy Brown), Pérola Siriguejo (dublado por Lori Alan), e Plankton (dublado por Mr. Lawrence) — também aparecem em papéis de convidados.

## Produção
Em 10 de agosto de 2020, foi anunciado que Bob Esponja Calça Quadrada estaria recebendo sua segunda série derivada, seguindo Kamp Koral: SpongeBob's Under Years, e que o foco da série seria sobre Patrick Estrela . In March 2021, it was announced that Nickelodeon had ordered 13 episodes, with the series set to release in summer 2021. Em março de 2021, foi anunciado que a Nickelodeon havia encomendado 13 episódios, com a série programada para ser lançada no verão de 2021. Em 17 de junho de 2021, foi anunciado que a série estrearia em 9 de julho de 2021.
De acordo com o showrunner Marc Ceccarelli, os escritores de The Patrick Star Show dobraram as regras do universo original de Bob Esponja para permitir mais liberdade criativa. Ceccarelli explicou: "Nós realmente tentamos fazer qualquer coisa que queríamos... Nós mexemos muito com o cânon [a continuidade da série original]. Eu não sei se alguém sabe disso, mas nós realmente não respeitamos o cânone apenas por o próprio bem." Os roteiristas também pretendiam "colocar de lado" estruturas da história, o que "os libera para serem mais surreais e bizarros aleatoriamente com os tipos de coisas que [eles] colocam lá fora."
Em 11 de agosto de 2021, foi anunciado que a Nickelodeon havia encomendado 13 episódios adicionais para a série, elevando a série para 26 episódios produzidos.

## Recepção
Common Sense Media deu à série um quatro de cinco estrelas, escrevendo: "Spin-off Starfish tem diversão pateta, muita violência pastelão."

## Lista de Episódios

### 1ª Temporada: 2021-2023
| |     |                                                                                            |                                |                                   | |                       |
| #S | #T  | Título Título original                                                                     | Diretores de animação          | Escrito por                       | Estreia original | Cód. de produção      |
| 1a | 1a  | "Atrasado Para o Café da Manhã" "Late for Breakfast"                                       | Michelle Bryan                 | Kaz                               | 9 de julho de 2021 13 de novembro de 2021 13 de maio de 2022                                                                                        | 325-001               |
| Patrick apresenta um programa sobre comida depois de perder um café da manhã bem servido.                                                                                  |     |                                                                                            |                                |                                   | |                       |
| 1b | 1b  | "Trabalhos Ruins" "Bummer Jobs"                                                            | Andrew Overtoom                | Kaz                               | 9 de julho de 2021 13 de novembro de 2021 13 de maio de 2021                                                                                        | 325-PAT004            |
| Patrick e Bob Esponja experimentam as maravilhas do trabalho. |     |                                                                                            |                                |                                   | |                       |
| 2a | 2a  | "Guerra nas Escadas" "Stair Wars"                                                          | Alan Smart                     | Mr. Lawrence                      | 23 de julho de 2021 20 de novembro de 2021 20 de maio de 2022                                                                                       | 325-PAT003            |
| Patrick tem um desentendimento nas escadas. |     |                                                                                            |                                |                                   | |                       |
| 2b | 2b  | "Inimigos à Moda" "Enemies à la Mode"                                                      | Michelle Bryan                 | Andrew Goodman                    | 23 de julho de 2021 20 de novembro de 2021 20 de maio de 2022                                                                                       | 325-PAT002            |
| Membros da família Estrela confrontam suas rivalidades. |     |                                                                                            |                                |                                   | |                       |
| 3a | 3a  | "Perdidos no Sofá" "Lost in Couch"                                                         | Andrew Overtoom                | Andrew Goodman                    | 16 de julho de 2021 27 de novembro de 2021 17 de maio de 2022                                                                                       | 325-PAT007            |
| Patrick perde o controle remoto no meio das almofadas e embarca em uma viagem dentro do sofá para o encontrar.                                                             |     |                                                                                            |                                |                                   | |                       |
| 3b | 3b  | "Pat-a-Ton" "Pat-a-thon"                                                                   | Michelle Bryan                 | Kaz                               | 16 de julho de 2021 27 de novembro de 2021 18 de maio de 2022                                                                                       | 325-PAT005            |
| Patrick apresenta um teleton para angariar fundos para caracóis que não sabem dançar.                                                                                      |     |                                                                                            |                                |                                   | |                       |
| 4 | 4   | "Bazar de Quintal" "The Yard Sale"                                                         | Andrew Overtoom                | Mr. Lawrence                      | 4 de novembro de 2021 11 de dezembro de 2021 23 de maio de 2022                                                                                     | 325-PAT010/325-PAT021 |
| Vovô Pat impede que suas memórias preciosas sejam vendidas em uma venda de garagem de uma família.                                                                         |     |                                                                                            |                                |                                   | |                       |
| 5a | 5a  | "O Pequeno Ajudante de Molusquina" "Squidina's Little Helper"                              | Andrew Overtoom                | Andrew Goodman                    | 6 de agosto de 2021 4 de dezembro de 2021 19 de maio de 2022                                                                                        | 325-PAT011            |
| Molusquina contrata um assistente que é bom até demais no trabalho. |     |                                                                                            |                                |                                   | |                       |
| 5b | 5b  | "Cheiro Forte" "I Smell a Pat"                                                             | Michelle Bryan                 | Luke Brookshier                   | 13 de agosto de 2021 4 de dezembro de 2021 24 de maio de 2022                                                                                       | 325-PAT008            |
| O Show do Patrick Estrela é interrompido por um cheiro peculiar. |     |                                                                                            |                                |                                   | |                       |
| 6a | 6a  | "Férias no Posto de Gasolina" "Gas Station Vacation"                                       | Andrew Overtoom                | Mr. Lawrence                      | 29 de outubro de 2021 29 de outubro de 2021 18 de dezembro de 2021 25 de maio de 2022                                                               | 325-PAT014            |
| A família Estrela vai para seu resort favorito. |     |                                                                                            |                                |                                   | |                       |
| 6b | 6b  | "Bunny, a Bárbara" "Bunny the Barbarian"                                                   | Michelle Bryan                 | Kaz                               | 29 de outubro de 2021 5 de novembro de 2021 18 de dezembro de 2021 26 de maio de 2022                                                               | 325-PAT012            |
| Bunny embarca em uma aventura. |     |                                                                                            |                                |                                   | |                       |
| 7a | 7a  | "TBA" "The Haunting of Star House"                                                         | Michelle Bryan                 | Mr. Lawrence                      | 30 de julho de 2021 27 de maio de 2022 28 de outubro de 2022                                                                                        | 325-PAT006            |
| Patrick contrata fantasmas baratos para assombrar sua casa, mas acaba recebendo exatamente o que pagou.                                                                    |     |                                                                                            |                                |                                   | |                       |
| 7b | 7b  | "TBA" "Who's a Big Boy?"                                                                   | Michelle Bryan                 | Mr. Lawrence                      | 1 de novembro de 2021 4 de março de 2022 27 de maio de 2022 23 de dezembro de 2022 (SVOD, Paramount+) TBA                                           | 325-PAT015            |
| Patrick é exposto à radiação knuclear e, como resultado, cresce anormalmente grande.                                                                                       |     |                                                                                            |                                |                                   | |                       |
| 8 | 8   | "Terror à 20 Mil Léguas" "Terror at 20,000 Leagues"                                        | Michelle Bryan Andrew Overtoom | Andrew Goodman                    | 22 de outubro de 2021 1 de março de 2022 (SVOD, Paramount+) 14 de outubro de 2022 30 de outubro de 2022                                             | 325-PAT017/325-PAT018 |
| O Show do Patrick apresenta um especial de Halloween. |     |                                                                                            |                                |                                   | |                       |
| 9a | 9a  | "Para Dentro do Pai" "To Dad and Back"                                                     | Andrew Overtoom                | Kaz                               | 18 de março de 2022 4 de junho de 2022 14 de junho de 2022                                                                                          | 325-PAT009            |
| Patrick entra em Cecil para ver como o corpo funciona. |     |                                                                                            |                                |                                   | |                       |
| 9b | 9b  | "Sobrevivência" "Survivoring"                                                              | Michelle Bryan                 | Andrew Goodman                    | 25 de março de 2022 11 de junho de 2022 13 de junho de 2022                                                                                         | 325-PAT019            |
| Cecil leva os filhos para acampar, mas Molusquina quer fazer um programa de TV dramático.                                                                                  |     |                                                                                            |                                |                                   | |                       |
| 10a | 10a | "Bem A Tempo Para O Natal" "Just in Time for Christmas"                                    | Michelle Bryan                 | Doug Lawrence                     | 3 de dezembro de 2021 20 de dezembro de 2022 21 de dezembro de 2022                                                                                 | 325-PAT020            |
| Patrick viaja no tempo para encontrar presentes de Natal de última hora para sua família.                                                                                  |     |                                                                                            |                                |                                   | |                       |
| 10b | 10b | "TBA" "Klopnodian Heritage Festival"                                                       | Michelle Bryan                 | Kaz                               | 24 de dezembro de 2021 (VOD, Sky) 11 de março de 2022 21 de dezembro de 2022 23 de dezembro de 2022 (SVOD, Paramount+) TBA                          | 325-PAT022            |
| A família Star aprende as tradições culturais do velho país. |     |                                                                                            |                                |                                   | |                       |
| 11a | 11a | "X Marca a Bagunça" "X Marks the Pot"                                                      | Andrew Overtoom                | Luke Brookshier                   | 1 de abril de 2022 16 de junho de 2022 18 de junho de 2022                                                                                          | 325-PAT016            |
| Um vilão volta ao seu antigo esconderijo. |     |                                                                                            |                                |                                   | |                       |
| 11b | 11b | "Creche do Patrick" "Patrick's Alley"                                                      | TBA                            | Luke Brookshier                   | 8 de abril de 2022 15 de junho de 2022 25 de junho de 2022                                                                                          | 325-PAT013            |
| O show de Patrick é direcionado a um público mais jovem. |     |                                                                                            |                                |                                   | |                       |
| 12a | 12a | "Pérola Quer Ser uma Estrela" "Pearl Wants to Be a Star"                                   | Michelle Bryan                 | Andrew Goodman                    | (Amazon) 9 de abril de 2022 15 de abril de 2022 17 de junho de 2022 6 de setembro de 2022                                                           | 325-PAT023            |
| Pérola faz uma participação especial no Show do Patrick. |     |                                                                                            |                                |                                   | |                       |
| 12b | 12b | "Super Babás" "Super Sitters"                                                              | TBA                            | Kaz                               | (Amazon) 9 de abril de 2022 15 de junho de 2022 26 de setembro de 2022 (VOD, Xfinity) 20 de junho de 2022 9 de setembro de 2022 10 de abril de 2023 | 325-PAT024            |
| Patrick e Bob Esponja voltam no tempo para ver Homem Sereia e Mexilhãozinho quando eram mais novos.                                                                        |     |                                                                                            |                                |                                   | |                       |
| 13a | 13a | "Noticiário Bobo da Vizinhança" "Nitwit Neighborhood News"                                 | Michelle Bryan                 | Luke Brookshier                   | 16 de junho de 2022 22 de julho de 2022 21 de junho de 2022 13 de setembro de 2022                                                                  | 325-PAT025            |
| Patrick e Molusquina dão as notícias da Fenda do Biquíni. |     |                                                                                            |                                |                                   | |                       |
| 13b | 13b | "Final da Metade da Temporada" "Mid-Season Finale"                                         | Andrew Overtoom                | Doug Lawrence                     | 17 de junho de 2022 22 de julho de 2022 22 de junho de 2022 16 de setembro de 2022                                                                  | 325-PAT026            |
| O Show do Patrick apresenta a conclusão épica da metade da primeira temporada.                                                                                             |     |                                                                                            |                                |                                   | |                       |
| 14a | 14a | "Encolhendo Estrelas" "Shrinking Stars" "(SpongeBob SquarePants Presents: The Tidal Zone)" | TBA                            | Doug Lawrence                     | 25 de dezembro de 2022 (SVOD, Paramount+) 13 de janeiro de 2023 25 de março de 2023 21 de maio de 2023                                              | 325-PAT030            |
| Nesse especial de "Além da Maré", a família Estrela fica menor e encolhe...                                                                                                |     |                                                                                            |                                |                                   | |                       |
| 14b | 14b | "TBA" "FitzPatrick"                                                                        | Michelle Bryan                 | Andrew Goodman                    | 25 de dezembro de 2022 (SVOD, Paramount+) 11 de abril de 2023 29 de maio de 2023 TBA                                                                | 325-PAT031            |
| O primo gêmeo do mal de Patrick , FitzPatrick, chega à cidade e tenta destruir a reputação da estrela do mar - mas brechas convenientes frustram seus planos a cada passo. |     |                                                                                            |                                |                                   | |                       |
| 15a | 15a | "A Incrível Jornada" "The Uncredible Journey"                                              | Michelle Bryan                 | Doug Lawrence                     | 10 de fevereiro de 2023 30 de maio de 2023 TBA | 325-PAT032            |
| Tinkle , Ouchie e Pinkeye devem se aventurar de volta para casa juntos depois de serem levados por engano.                                                                 |     |                                                                                            |                                |                                   | |                       |
| 15b | 15b | "TBA" "Host-a-Palooza"                                                                     | Andrew Overtoom                | Kaz                               | 14 de fevereiro de 2023 (VOD, fuboTV) 17 de fevereiro de 2023 31 de maio de 2023 TBA                                                                | 325-PAT033            |
| Patrick se machuca, então seus familiares se revezam como apresentadores do programa.                                                                                      |     |                                                                                            |                                |                                   | |                       |
| 16a | 16a | "Pagamento Retroativo" "Backpay Payback"                                                   | Michelle Bryan                 | Doug Lawrence                     | 24 de fevereiro de 2023 1 de junho de 2023 TBA | 325-PAT034            |
| Vovó Tentáculos ajuda Lula Molusco a receber o dinheiro da entrega de papel de Cecil.                                                                                      |     |                                                                                            |                                |                                   | |                       |
| 16b | 16b | "Caça de Casa" "House Hunting"                                                             | Michelle Bryan                 | Luke Brookshier                   | 3 de março de 2023 2 de junho de 2023 TBA | 325-PAT035            |
| A casa da família Estrela foge de casa. |     |                                                                                            |                                |                                   | |                       |
| 17a | 17a | "O Tolo Babando" "The Drooling Fool"                                                       | TBA                            | TBA                               | 12 de abril de 2023 5 de junho de 2023 TBA | PAT036                |
| A baba incontrolável de Patrick sai do controle... e da boca. |     |                                                                                            |                                |                                   | |                       |
| 17b | 17b | "Patrick Tem um Zoológico Alienígena Solto" "Patrick's Got an Alien Zoo Loose"             | TBA                            | TBA                               | 13 de abril de 2023 6 de junho de 2023 TBA | PAT037                |
| Um alienígena que muda de forma corre solto na casa do Estrela. |     |                                                                                            |                                |                                   | |                       |
| 18a | 18a | "O Efeito Pat-Borboleta" "The Patterfly Effect"                                            | TBA                            | TBA                               | 17 de abril de 2023 7 de junho de 2023 TBA | PAT038                |
| Patrick mexe com o espaço-tempo contínuo. |     |                                                                                            |                                |                                   | |                       |
| 18b | 18b | "TBA" "A Space Affair to Remember"                                                         | Sean Dempsey                   | Kaz Gabe Del Valle Mike Pelensky  | 18 de abril de 2023 7 de junho de 2023 TBA | PAT039 325-039        |
| Enquanto Cecil e Bunny comemoram seu aniversário no espaço sideral, Patrick e Squidina dão uma festa em casa.                                                              |     |                                                                                            |                                |                                   | |                       |
| 19a | 19a | "TBA" "Home ECCH!"                                                                         | Alex Conaway Andrew Overtoom   | Jacob Fleisher Zoë Moss Nora Meek | 19 de abril de 2023 8 de junho de 2023 TBA | PAT040 325-040        |
| Para passar na aula de economia doméstica, Squidina apresenta um programa de televisão.                                                                                    |     |                                                                                            |                                |                                   | |                       |
| 19b | 19b | "TBA" "Fun & Done!"                                                                        | Sean Dempsey                   | Kaz Charlie Jackson Allen Zhang   | 20 de abril de 2023 8 de junho de 2023 TBA | PAT041 325-041        |
| Patrick e Bob Esponja tentam destravar a imaginação de uma criança chata                                                                                                   |     |                                                                                            |                                |                                   | |                       |
| 20a | 20a | "TBA" "The Lil' Patscals"                                                                  | Andy Gonsalves                 | Jacob Fleisher Andy Gonsalves     | 24 de abril de 2023 9 de junho de 2023 TBA | TBA                   |
| Patrick descobre como foi a infância do Vovô Pat. |     |                                                                                            |                                |                                   | |                       |
| 20b | 20b | "TBA" "The Prehistoric Patrick Star Show"                                                  | Sean Dempsey Andrew Overtoom   | Kaz Gabe Del Valle Mike Pelensky  | 25 de abril de 2023 9 de junho de 2023 TBA | TBA                   |
| Patrick das Cavernas apresenta um show com sua família das cavernas. |     |                                                                                            |                                |                                   | |                       |
| 21a | 21a | "TBA" "The Patrick Show Sells Out"                                                         | Michelle Bryan Sean Dempsey    | Jacob Fleisher Zoë Moss Nora Meek | 26 de abril de 2023 9 de junho de 2023 TBA | TBA                   |
| O Show do Patrick recebe patrocinadores concorrentes. |     |                                                                                            |                                |                                   | |                       |
| 21b | 21b | "TBA" "Neptune's Ball"                                                                     | TBA                            | TBA                               | 27 de abril de 2023 TBA | TBA                   |
| A família Estrela visita o palácio do Rei Netuno. |     |                                                                                            |                                |                                   | |                       |
| 22a | 22a | "TBA" "Dad's Stache Stash"                                                                 | TBA                            | TBA                               | 1 de maio de 2023 TBA | TBA                   |
| Cecil mostra a Patrick sua coleção de bigodes. |     |                                                                                            |                                |                                   | |                       |
| 22b | 22b | "TBA" "A Root Galoot"                                                                      | TBA                            | TBA                               | 2 de maio de 2023 TBA | TBA                   |
| A família Estrela traz uma raiz de mandrágora para sua casa. |     |                                                                                            |                                |                                   | |                       |
| 23a | 23a | "TBA" "The Starry Awards"                                                                  | TBA                            | TBA                               | 3 de maio de 2023 TBA | TBA                   |
| Patrick apresenta uma cerimônia de premiação. |     |                                                                                            |                                |                                   | |                       |
| 23b | 23b | "TBA" "Blorpsgiving"                                                                       | TBA                            | TBA                               | 4 de maio de 2023 TBA | TBA                   |
| O capitão Doug Quasar conhece a família de robôs de Pat-Tron. |     |                                                                                            |                                |                                   | |                       |

### 2ª Temporada: 2024-
A segunda temporada de "O Show do Patrick Estrela" foi oficialmente marcada para estrear no próximo ano, em 2024.